# Panama (Van Halen)
Panama è un singolo del gruppo musicale statunitense Van Halen, il terzo estratto dall'album 1984.

## Il brano
Il testo del brano è incentrato su una autovettura. In un'intervista con Howard Stern, il frontman David Lee Roth 
ha svelato il significato dietro la canzone. Il testo tratta essenzialmente di un'auto che Roth aveva visto gareggiare a Las Vegas; il suo nome era "Panama Express", da cui il titolo della canzone.
Durante il bridge del brano, quando Roth dice "I can barely see the road from the heat comin' off it" ("riesco a malapena a vedere la strada dal caldo che sta arrivando") si può sentire in sottofondo il chitarrista Eddie van Halen che mette in moto la sua Lamborghini Miura del 1972. La macchina venne portata in studio e furono collegati dei microfoni al tubo di scappamento per registrare il suono nella canzone.

## Video musicale
Il videoclip del brano, diretto da Pete Angelus, mostra prevalentemente la band sul palco. Il video è stato girato al Providence Civic Center di Providence durante il soundcheck e lo show dal vivo.

## Nella cultura di massa
La canzone è stata reinterpretata da Pat Boone in chiave swing nell'album In a Metal Mood: No More Mr. Nice Guy (1997).
Il brano è stato utilizzato nel film Suxbad - Tre menti sopra il pelo e nelle serie televisive The Drew Carey Show, How I Met Your Mother, C'è sempre il sole a Philadelphia e Lo straordinario mondo di Gumball.
Il brano appare inoltre nei videogiochi simulatori di strumenti Guitar Hero: Van Halen e Rock Band 4. È presente anche nel videogioco di corse Gran Turismo 4, ed è anche ascoltabile nel filmato di apertura dell'edizione americana di quest'ultimo.
Panama è stata una delle canzoni richieste per l'invasione statunitense di Panama; il brano venne suonato fuori dalla nunziatura apostolica con l'ordine di cattura per il dittatore locale Manuel Noriega.
La canzone figura in maniera prominente in una puntata della 18ª stagione de I Griffin.

## Tracce
7" Single Warner 929 273-7
1. Panama – 3:31
2. Girl Gone Bad – 4:33

12" Single Warner Bros. 920 211-0
1. Panama – 3:31
2. Dance the Night Away – 3:04
3. Girl Gone Bad – 4:33

## Formazione
- David Lee Roth – voce
- Eddie van Halen – chitarra, cori
- Michael Anthony – basso, cori
- Alex van Halen – batteria

## Classifiche
| Classifica (1984)             | Posizione massima |
| ----------------------------- | ----------------- |
| Canada                        | 15                |
| Irlanda                       | 30                |
| Regno Unito                   | 61                |
| Stati Uniti                   | 13                |
| Stati Uniti (mainstream rock) | 2                 |